# Ustea, Mîkolaiiv
Ustea (în ucraineană Устя) este un sat în comuna Drohovîj din raionul Mîkolaiiv, regiunea Liov, Ucraina.

## Demografie
Componența lingvistică a localității Ustea
     Ucraineană (100%)
Conform recensământului din 2001, toată populația localității Ustea era vorbitoare de ucraineană (100%).